# Batrachoseps luciae
Batrachoseps luciae é um anfíbio caudado da família Plethodontidae endémica da California.
Está distribuída abundantemente na parte Norte da Serra de Santa Lucia, em Monterey. A sua população é considerada estável, estimando-se que ultrapasse os 10.000 indivíduos.
O seu habitat inclui florestas temperadas.
Não são conhecidas ameaças específicas à sua conservação, e o seu habitat não está ameaçado.